# Mir Ghulam Hasan
Ne pas confondre avec Hasan Sijzi (fa), poète du XIVe siècle, lui aussi originaire de Dehli.
Mīr Ghulām Ḥasan, dit Hasan Dehlavi, mort en 1786, est un poète indien de langue ourdoue et persane.
Il est né à Dehli, à une date incertaine, entre 1727 et 1742. C'est son arrière-grand-père, calligraphe et poète, qui est venu d'Herat s'installer à Dehli. Après la mise à sac de la ville en 1739, Mir Hasan s'en va pour Faizabad. Puis il déménage pour Lucknow devenue la capitale. C'est là qu'il meurt en 1786, des suites d'une maladie, et qu'il est inhumé.
Il est connu pour ses Mathnawi (en), dont le plus célèbre est Sihr al-bayan (« Charme de l'éloquence »). Mais il a écrit aussi des gahzals et un recueil de biographies de poètes urdus, ce dernier en persan.

## Liens
- Ressource relative aux beaux-arts :   - RKDartists
- Notices d'autorité :   - VIAF
  - ISNI
  - BnF (données)
  - IdRef
  - LCCN
  - Pays-Bas
  - Israël
  - Australie
  - WorldCat